# Mszana Dolna
Mszana Dolna è una città polacca del distretto di Limanowa nel voivodato della Piccola Polonia.
Ricopre una superficie di 27,1 km² e nel 2004 contava 7 431 abitanti.